# Stretto Peacock

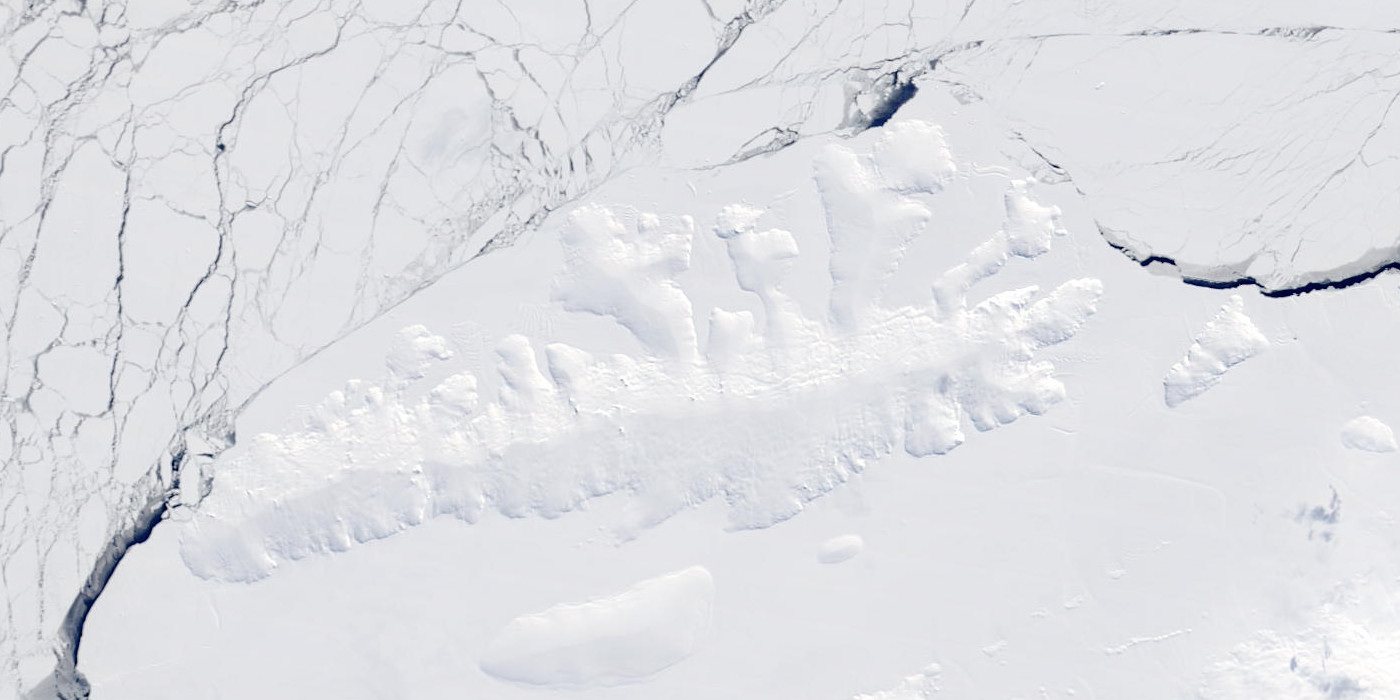
Un'immagine satellitare dell'isola Thurston.

Lo stretto Peacock (in inglese: Peacock Sound) è uno stretto lungo circa 214 km e largo circa 64, che separa l'isola Thurston dalla costa di Eights, nella Terra di Ellsworth, in Antartide, mettendo in comunicazione il mare di Amundsen con il mare di Bellingshausen. Lo stretto è completamente ricoperto dai ghiacci, con la sua parte occidentale che è completamente occupata dalla piattaforma glaciale Abbot, il cui spessore è alimentato da diversi ghiacciai come l'Isbrecht e il Rignot, e pertanto non è navigabile. All'interno dello stretto, circondate dai ghiacci, sono presenti diverse isole, tra cui spicca, per estensione, l'isola Sherman.

## Storia
Le stretto Peacock fu scoperto dal retroammiraglio Richard Evelyn Byrd e da altri membri del Programma Antartico degli Stati Uniti d'America nel febbraio del 1940, e i suoi contorni furono poi meglio delineati durante la spedizione della marina militare statunitense (USN) denominata operazione Highjump, nel dicembre del 1946. Nel febbraio 1960, poi, durante un'altra spedizione della USN nel mare di Bellingshausen, si notò che lo stretto correva parallelo a tutta la costa dell'isola Thurston, il che consentì di riconoscere che l'isola Thurston era in effetti un'isola, essendo interamente separata dal territorio antartico continentale.
 In seguito, lo stretto fu così battezzato dal Comitato consultivo dei nomi antartici in onore dello sloop-of-war Peacock che, al comando del capitano William L. Hudson, e in compagnia della Flying Fish, comandata dal tenente William M. Walker, costeggiò le sponde settentrionali dell'isola Thurston nel marzo del 1839 nell'ambito della spedizione di Wilkes, svoltasi nel periodo 1838-42.